# Popielnik
Popielnik – występujący w różnego rodzaju piecach lub kotłach zbiornik pod komorą paleniskową, w którym gromadzi się popiół, opadający do niego poprzez ruszt.